# Mondoubleau
Mondoubleau est une commune française située dans le département de Loir-et-Cher, en région Centre-Val de Loire.
Localisée au nord du département, la commune fait partie de la région du Perche, région naturelle accidentée composée de  vallons, de plateaux, de collines, de crêtes et de vallées. Avec une superficie de 484 ha en 2017, la commune fait partie des 11 communes les moins étendues du département.
L'occupation des sols est marquée par l'importance des espaces agricoles et naturels qui occupent la quasi-totalité du territoire communal. Aucun espace naturel présentant un intérêt patrimonial n'est toutefois recensé sur la commune dans l'inventaire national du patrimoine naturel. En 2010, l'orientation technico-économique de l'agriculture sur la commune est la culture des céréales et des oléoprotéagineux. À l'instar du département qui a vu disparaître le quart de ses exploitations en dix ans, le nombre d'exploitations agricoles a fortement diminué, passant de 8 en 1988, à 5 en 2000, puis à 0 en 2010.
Ses habitants s'appellent les Mondoubleautiers et Mondoubleautières.
Le patrimoine architectural de la commune comprend cinq bâtiments portés à l'inventaire des monuments historiques : le château de Mondoubleau, inscrit en 1926, le manoir de Rocheux, inscrit en 1948, les fortifications, inscrites en 1926, une maison à pans de bois, inscrite en 1935, et une maison du XVIIe siècle, inscrite en 1948.

## Géographie

### Localisation et communes limitrophes
La commune de Mondoubleau se trouve au nord du département de Loir-et-Cher, dans le Perche,. À vol d'oiseau, elle se situe à 54,3 km  de Blois, préfecture du département, à 24,5 km de Vendôme, sous-préfecture, et à 13,1 km de Savigny-sur-Braye, chef-lieu du canton du Perche dont dépend la commune depuis 2015. La commune fait en outre partie du bassin de vie de Mondoubleau.
Les communes les plus proches sont : 
Cormenon (1,4 km), Choue (3,2 km), Baillou (4,2 km), Saint-Marc-du-Cor (4,5 km), Rahay (5,1 km)(72), Le Temple (6,2 km), Saint-Agil (6,4 km), Souday (6,5 km) et Valennes (6,6 km) (72).
La ville se trouve dans la région naturelle du Perche. Elle est la capitale du Perche Vendômois, (Territoire se trouvant au nord de la rivière du Loir au sein de l'arrondissement de Vendôme).
|         |             | Choue |
| Baillou | Mondoubleau |       |
|         | Cormenon    |       |

### Hydrographie
La commune est drainée par la Grenne (1,445 km), le Parc et par divers petits cours d'eau, constituant un réseau hydrographique de 5,49 km de longueur totale.
La Grenne traverse la commune en s'écoulant de l'est vers l'ouest. D'une longueur totale de 28,2 km, elle prend sa source dans la commune de La Chapelle-Vicomtesse (Loir-et-Cher) et se jette  dans la Braye à Sargé-sur-Braye (Loir-et-Cher), après avoir traversé 7 communes. 
Sur le plan piscicole, ce cours d'eau est classé en première catégorie, où le peuplement piscicole dominant est constitué de salmonidés (truite, omble chevalier, ombre commun, huchon).

### Climat
Pour des articles plus généraux, voir Climat du Centre-Val de Loire et Climat de Loir-et-Cher.
En 2010, le climat de la commune est de type climat océanique dégradé des plaines du Centre et du Nord, selon une étude du CNRS s'appuyant sur une série de données couvrant la période 1971-2000. En 2020, Météo-France publie une typologie des climats de la France métropolitaine dans laquelle la commune est exposée à un climat océanique altéré et est dans la région climatique Moyenne vallée de la Loire, caractérisée par une bonne insolation (1 850 h/an) et un été peu pluvieux.
Pour la période 1971-2000, la température annuelle moyenne est de 10,8 °C, avec une amplitude thermique annuelle de 15,1 °C. Le cumul annuel moyen de précipitations est de 713 mm, avec 11,6 jours de précipitations en janvier et 7,4 jours en juillet. Pour la période 1991-2020, la température moyenne annuelle observée sur la station météorologique de Météo-France la plus proche, sur la commune de Choue à 3 km à vol d'oiseau, est de 11,9 °C et le cumul annuel moyen de précipitations est de 645,6 mm,. Pour l'avenir, les paramètres climatiques de la commune estimés pour 2050 selon différents scénarios d'émission de gaz à effet de serre sont consultables sur un site dédié publié par Météo-France en novembre 2022.

### Milieux naturels et biodiversité
Aucun espace naturel présentant un intérêt patrimonial n'est recensé sur la commune dans l'inventaire national du patrimoine naturel,,.

## Urbanisme

### Typologie
Au 1er janvier 2024, Mondoubleau est catégorisée bourg rural, selon la nouvelle grille communale de densité à sept niveaux définie par l'Insee en 2022.
Elle est située hors unité urbaine et hors attraction des villes,.

### Occupation des sols
L'occupation des sols est marquée par l'importance des espaces agricoles et naturels (96,8 %). La répartition détaillée ressortant de la base de données européenne d'occupation biophysique des sols Corine Land Cover millésimée 2012 est la suivante : 
terres arables (11,6 %), 
cultures permanentes (0,6 %), 
zones agricoles hétérogènes (15,4 %), 
prairies (3,5 %), 
forêts (65,2 %), 
milieux à végétation arbustive ou herbacée (0,7 %), 
zones urbanisées (1 %), 
espaces verts artificialisés non agricoles (0,5 %), 
zones industrielles et commerciales et réseaux de communication (1,7 %), 
eaux continentales (0,5 %).

### Planification

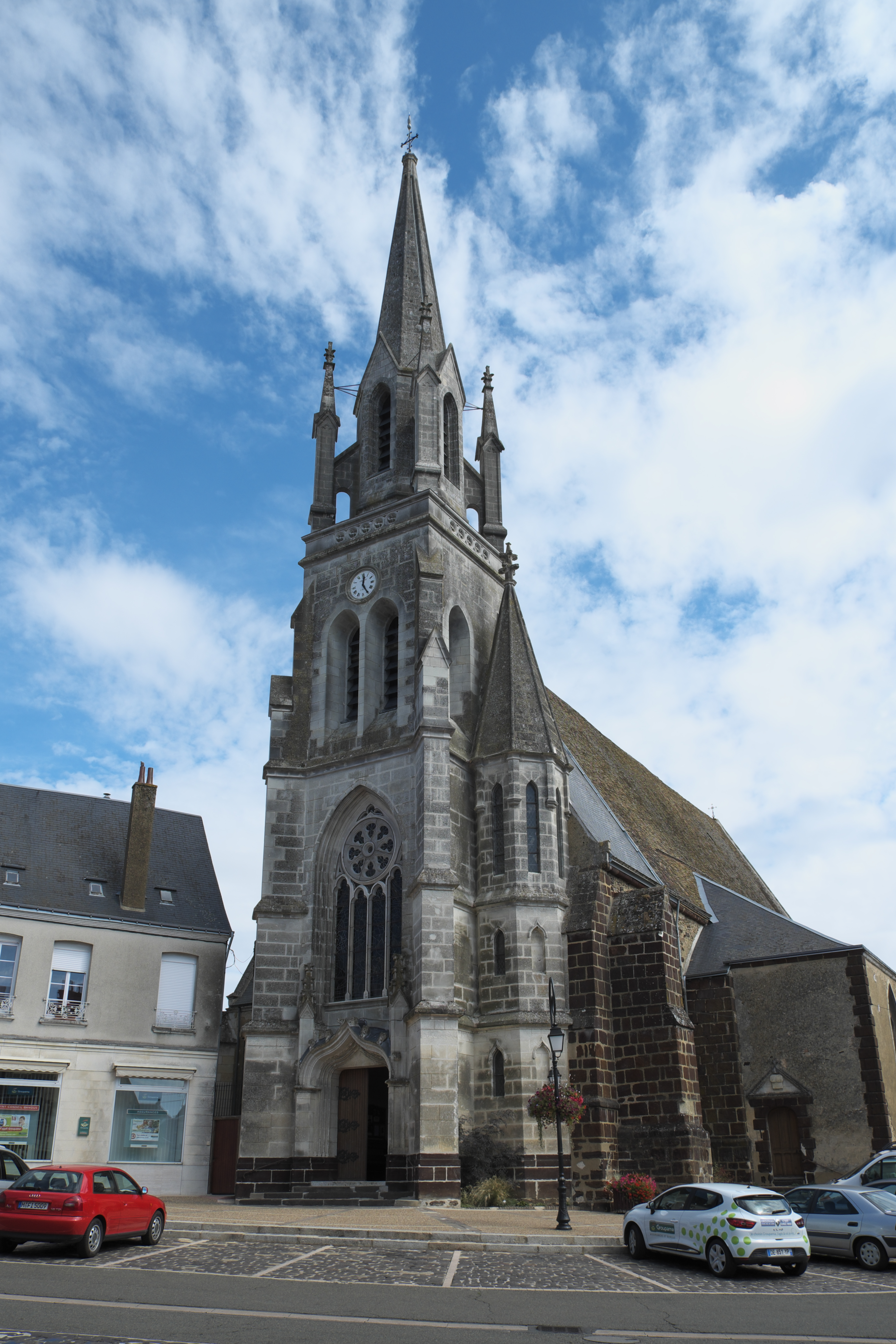
L'église Saint-Denis.

La loi SRU du 13 décembre 2000 a incité fortement les communes à se regrouper au sein d'un établissement public, pour déterminer les partis d'aménagement de l'espace au sein d'un SCoT, un document essentiel d'orientation stratégique des politiques publiques à une grande échelle. La commune est dans le territoire du  SCOT des Territoires du Grand Vendômois, approuvé en 2006 et dont la révision a été prescrite en 2017, pour tenir compte de l'élargissement de périmètre,.
En matière de planification, la commune disposait en 2017 d'un plan d'occupation des sols approuvé, un plan local d'urbanisme était en révision. Par ailleurs, à la suite de la loi ALUR (loi pour l'accès au logement et un urbanisme rénové) de mars 2014, un plan local d'urbanisme intercommunal couvrant le territoire de la Communauté de communes des Collines du Perche a été prescrit le 30 novembre 2015.

### Habitat et logement
Le tableau ci-dessous présente la typologie des logements à Mondoubleau en 2016 en comparaison avec celle du Loir-et-Cher et de la France entière. Une caractéristique marquante du parc de logements est ainsi la faible proportion des résidences secondaires et logements occasionnels (7,7 %) par rapport au département (18 %) et à la France entière (9,6 %). Concernant le statut d'occupation de ces logements, 60,8 % des habitants de la commune sont propriétaires de leur logement (60,3 % en 2011), contre 68,1 % pour le Loir-et-Cher et 57,6 pour la France entière.
|                                                         | Mondoubleau | Loir-et-Cher | France entière |
| ------------------------------------------------------- | ----------- | ------------ | -------------- |
| Résidences principales (en %)                           | 75,7        | 74,5         | 82,3           |
| Résidences secondaires et logements occasionnels (en %) | 7,7         | 18           | 9,6            |
| Logements vacants (en %)                                | 16,6        | 7,5          | 8,1            |

### Risques majeurs
Le territoire communal de Mondoubleau est vulnérable à différents aléas naturels : climatiques (hiver exceptionnel ou canicule), mouvements de terrains ou sismique (sismicité très faible).
Il est également exposé à un risque technologique :  le transport de matières dangereuses,.

#### Risques naturels
Les mouvements de terrains susceptibles de se produire sur la commune sont soit des mouvements liés au retrait-gonflement des argiles, soit des glissements de terrains. Le phénomène de retrait-gonflement des argiles est la conséquence d'un changement d'humidité des sols argileux. Les argiles sont capables de fixer l'eau disponible mais aussi de la perdre en se rétractant en cas de sécheresse. Ce phénomène peut provoquer des dégâts très importants sur les constructions (fissures, déformations des ouvertures) pouvant rendre inhabitables certains locaux. La carte de zonage de cet aléa peut être consultée sur le site de l'observatoire national des risques naturels Georisques.

#### Risques technologiques
Le risque de transport de marchandises dangereuses sur la commune est lié à sa traversée par une canalisation de transport de gaz. Un accident se produisant sur une telle infrastructure est en effet susceptible d'avoir des effets graves au bâti ou aux personnes jusqu'à 350 m, selon la nature du matériau transporté. Des dispositions d'urbanisme peuvent être préconisées en conséquence.

## Toponymie
- Mons Dublelli au XIe siècle.
- Montdoubleau en 1801[37].

## Histoire
La ville a été l'ancien diocèse de Chartres.
Mondoubleau est aussi une ancienne ville fortifiée, dont le château fut construit dans la première moitié du XIe siècle au point le plus haut par Hugues Doubleau (d'où le nom). Un monastère bénédictin dont elle était le siège fut détruit au XIIIe siècle. Elle possédait aussi une maladrerie dont la chapelle a été détruite en 1737.
Hugues Ier Doubleau,,, fondateur du château de Mont-Doubleau vers 1010 (avec l'autorisation du comte Eudes II comte de Blois, Chartres, Châteaudun/Dunois,Tours, et de Champagne) et de la famille seigneuriale de ce nom, était parent des Fulchérides (famille Le Riche) vicomtes de Vendôme, au moins par son mariage avec Adèle Le Riche, fille de Foucher Ier et petite-fille du vicomte Fulcrade. Les descendants d'Hugues Doubleau seront d'abord ses fils : < Hugues (II) archidiacre de Vendôme ; et Eudes/Odon (certains auteurs les disent issus d'un premier mariage d'Hugues Ier et non pas d'Adèle ?).

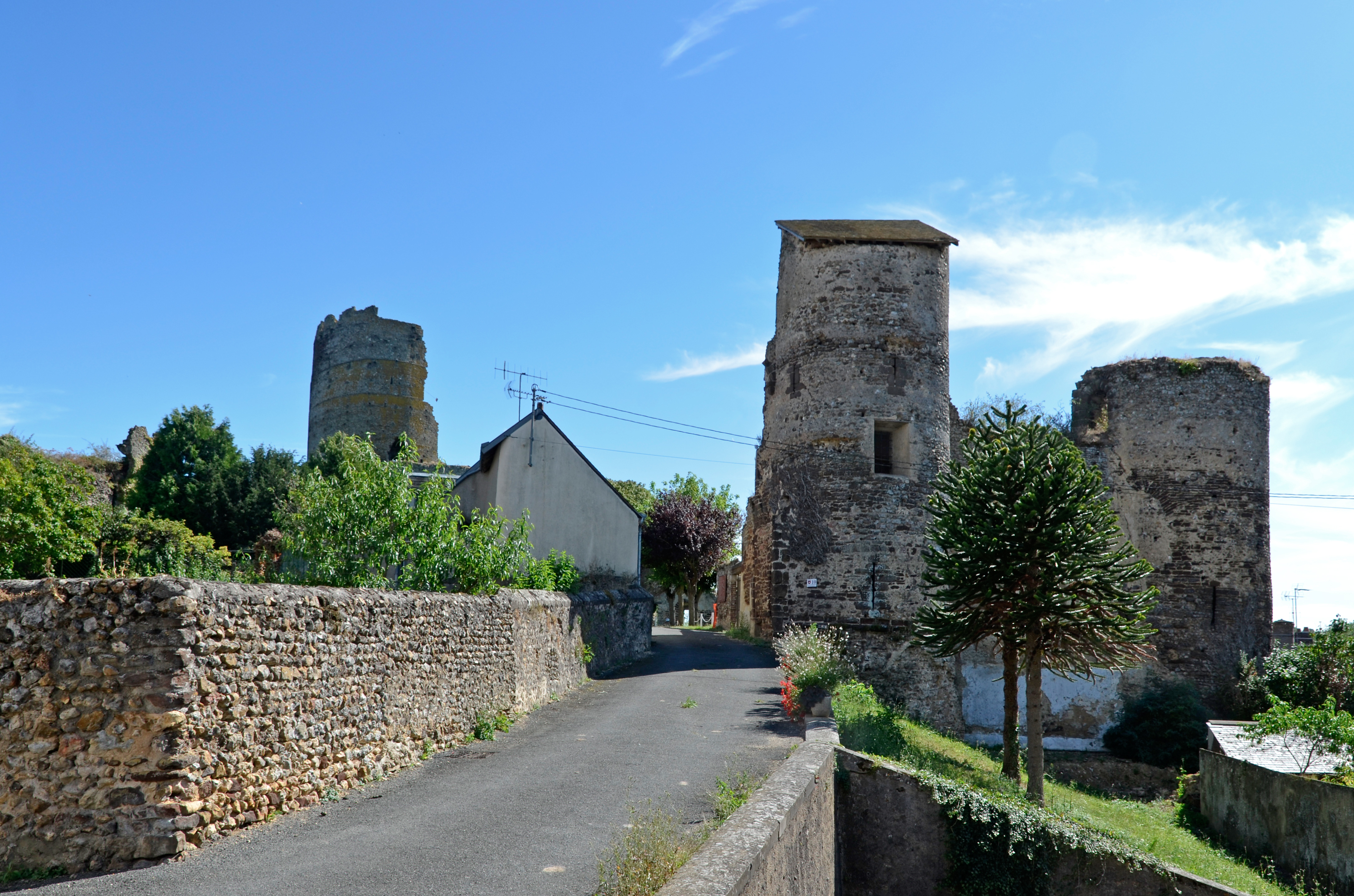
Le château

Eudes/Odon, mort vers 1056/1057, épouse vers 1054/1055 Plaisante/Placentia dame de Montoire (veuve de Pierre de Montjean, mort vers 1053, d'où la suite des sires de Montjean avec leur fils Albéric de Montoire), d'où < Hugues II ou III (mort en 1065), puis sa sœur Helvise/Hodierne qui épouse 1° Nivelon Payen de Fréteval[réf. nécessaire], et 2° Hamelin II de Langeais. Helvise (Hodierne) de Mondoubleau et Montoire, et Hamelin de Langeais, ont pour fils Pierre Ier de Langeais et Montoire, d'où : < Philippe < Pierre II, x Agnès fille du comte Bouchard IV de Vendôme et sœur héritière du comte Jean III (mort en 1217). Les descendants d'Agnès de Vendôme et Pierre II de Montoire continuent les comtes de Vendôme (Maison dite « de Montoire », plus tard fondue dans une branche cadette de la Maison de Bourbon).
Mais Mondoubleau se sépare de cette succession avant même l'accession des Langeais-Montoire au comté de Vendôme : en effet Hildebert/Hilbert de Fréteval, fils d'Helvise/Hodierne et de son premier mari Nivelon Payen de Fréteval, assure la suite de Mondoubleau, vers 1100. La propre fille d'Hildebert de Fréteval, Helvise II, le transmet à son mari Geoffroy III de Châteaudun (mort en 1150) ; leur fils Hugues IV de Châteaudun acquerra St-Calais en épousant Marguerite de St-Calais, héritière de cette famille et de ce fief. Mondoubleau et St-Calais appartiennent désormais aux vicomtes de Châteaudun, fondus ensuite dans les Dreu-Beu par le mariage de Clémence de Châteaudun, puis dans les Clermont-Nesle seigneur de Nesle, les Flandre-Dampierre seigneurs de Termonde, et les d'Amboise.
Vers 1395, Saint-Calais est vendu aux Bueil de Sancerre (Jean IV et Jean V) par Olivier d'Ussé, mari de Marie d'Amboise dame de Saint-Calais. Puis Antoine de Bueil, fils de Jean V et gendre du roi Charles VII, le cède au comte François de Bourbon-Vendôme en 1491. Saint-Calais est alors réuni au domaine des comtes de Vendôme, dont font déjà partie Montoire et aussi Mondoubleau.
En effet, dès 1406, le comte Louis Ier de Bourbon-Vendôme, grand-père de François de Bourbon-Vendôme ci-dessus et ci-dessous, et lointain descendant des premiers seigneurs de Mondoubleau puis de Vendôme, Montoire et Langeais ci-dessus, acquiert Mondoubleau sur les d'Amboise et l'intègre à son comté de Vendôme. Un lointain descendant dans les mâles de Louis et François de Vendôme, Henri IV, duc de Vendôme puis roi en 1589, fait passer Vendôme, Mondoubleau et Saint-Calais à la Couronne de France.
Les 5 et 19 août 1481, le roi Louis XI, beau-frère d'Antoine de Bueil sire de Saint-Calais et comte de Sancerre ci-dessus, visita Mondoubleau.
À la même époque, le châtelain de Mondoubleau pour le comte de Vendôme François (fils de Jean, lui-même fils de Louis Ier ci-dessus), était Jean de Courcillon, ancien procureur de La Ferté-Bernard. Celui-ci fut chargé de la direction du procès de Renée de Vendômois accusée de meurtre sur son mari. Ayant favorisé la coupable d'une manière scandaleuse, il fut appréhendé et conduit dans les prisons de la Conciergerie à Paris.
Au premier trimestre de l'année 1591, les religieuses bénédictines de l'abbaye Saint-Avit-les-Guêpières font aveu au roi de France pour sa seigneurie de Mondoubleau, du fief et seigneurie de Romilly.
Henri IV, le 25 octobre 1593, vend contre 100 000 écus à François d'Escoubleau de Sourdis, mort en 1602, mari d'Isabeau Babou de La Bourdaisière (fille de Jean, sœur de Françoise, et tante de la célèbre maîtresse d'Henri IV, Gabrielle d'Estrées), marquis d'Alluyes au Perche-Gouët, comte de La Chapelle-Bellouin, seigneur d'Auneau et de Jouy, d'où : < le cardinal François de Sourdis archevêque de Bordeaux, mort en 1628 ; et son frère Charles d'Escoubleau, mort en 1666, x Jeanne de Monluc-Montesquiou de Foix-Carmain/Cramail, princesse de Chabanais et dame de St-Félix, arrière-petite-fille du maréchal Blaise < François d'Escoubleau, † 1707 < Angélique d'Escoubleau de Sourdis, morte en 1729.
Vers 1712-1729, Mondoubleau est saisi à cause des dettes héritées par Angélique d'Escoubleau ci-dessus (dettes venues de la famille de sa grand-mère paternelle, les Monluc-Montesquiou, alors qu'elle a pourtant refusé cette succession), et adjugé à M. de La Ferté, conseiller au Parlement, puis à son fils. En 1752, un arrêt du Parlement rend Mondoubleau à la Couronne, les La Ferté étant considérés comme engagistes.
Jusqu'au début du XIIIe siècle, Mondoubleau, par ailleurs baronnie, puis baronnie royale, est le siège d'une prévôté, puis d'une sénéchaussée, et à la fin du XIVe siècle d'un bailliage, avant de devenir chef-lieu de district de 1790 à 1795 sous la Révolution.

## Politique et administration

### Découpage territorial
La commune de Mondoubleau est membre de la Communauté de communes des Collines du Perche, un établissement public de coopération intercommunale (EPCI) à fiscalité propre créé le 1er janvier 1994.
Elle est rattachée sur le plan administratif à l'arrondissement de Vendôme, au département de Loir-et-Cher et à la région Centre-Val de Loire, en tant que circonscriptions administratives. Sur le plan électoral, elle est rattachée au canton du Perche depuis 2015 pour l'élection des conseillers départementaux et à la troisième circonscription de Loir-et-Cher pour les élections législatives.

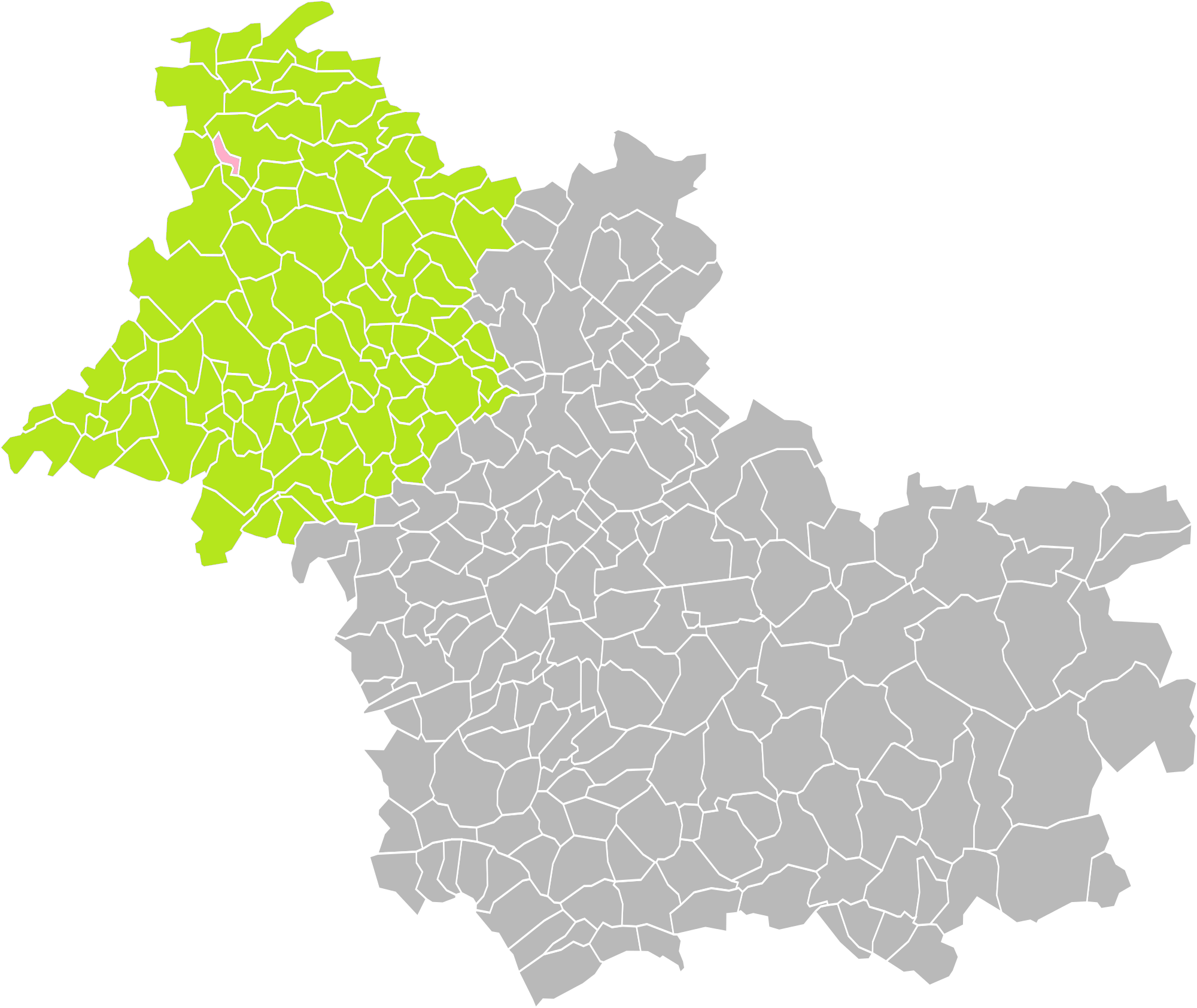
Mondoubleau dans l'arrondissement de Vendôme en 2016.
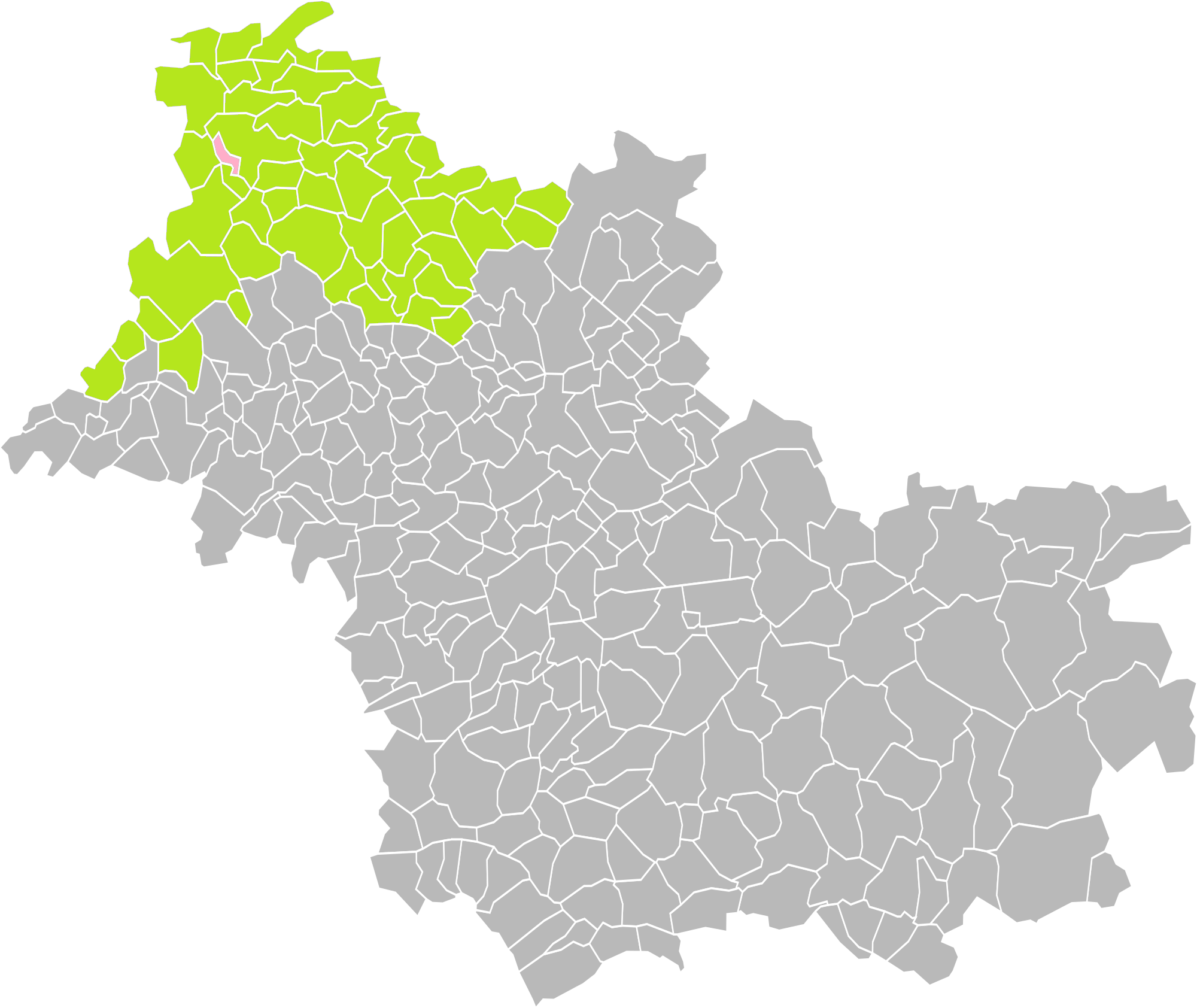
Mondoubleau dans le canton du Perche en 2016.

### Politique et administration municipale

#### Conseil municipal et maire
Le conseil municipal de Mondoubleau, commune de plus de 1 000 habitants, est élu au scrutin proportionnel plurinominal avec prime majoritaire. Compte tenu de la population communale, le nombre de sièges au conseil municipal est de 15. Le maire, à la fois agent de l'État et exécutif de la commune en tant que collectivité territoriale, est élu par le conseil municipal au scrutin secret lors de la première réunion du conseil suivant les élections municipales, pour un mandat de six ans, c'est-à-dire pour la durée du mandat du conseil.
| Période                                  | Période           | Identité                         | Étiquette | Qualité                                         |
| ---------------------------------------- | ----------------- | -------------------------------- | --------- | ----------------------------------------------- |
| Les données manquantes sont à compléter. |                   |                                  |           |                                                 |
| 1790                                     | 1791              | Destouches père                  |           |                                                 |
| 1791                                     | 1800              | Bureau                           |           |                                                 |
| 1800                                     | 1802              | Beaussier                        |           |                                                 |
| 1802                                     | 1808              | Leroy                            |           |                                                 |
| 1808                                     | 1815              | Bardin-Quentin                   |           |                                                 |
| 1815                                     | 1815 (Cent-Jours) | Derest                           |           |                                                 |
| 1815                                     | 1823              | Bardin-Quentin, derechef         |           |                                                 |
| 1823                                     | 1830              | Jean Chalmet-Bézard              |           |                                                 |
| 1830                                     | 1838              | Desvaux-Louzier                  |           |                                                 |
| 1838                                     | 1849              | Bureau                           |           |                                                 |
| 1849                                     | 1865              | François-Hyacinthe Bézard-Trécul |           |                                                 |
| 1865                                     | 1870              | Charles-Félix Doré               |           | Tué par les Prussiens en 1870                   |
| 1872                                     | 1877              | François-Félix Jonquet           |           | Médecin                                         |
| 1877                                     | 1896              | Jules Lhomme                     |           |                                                 |
| 1896                                     | 1898              | Girard                           |           |                                                 |
| 1898                                     |                   | Auguste Bretheau                 |           |                                                 |
| 1965                                     | 1983              | Maurice Pousset                  |           |                                                 |
| 1983                                     | mars 2001         | Jacqueline Dumas                 | DVD       |                                                 |
| mars 2001                                | mars 2014         | Jean Léger                       | UDF       | Cadre Conseiller général (2004-2015)            |
| mars 2014                                | février 2022      | Jean-Jacques Gardrat,            | DVG       | Ancien artisan, commerçant ou chef d'entreprise |
| juin 2022                                | En cours          | Jean-Claude Thuillier            | DVG       | Cadre informatique                              |

## Population et société

### Démographie

#### Évolution démographique
L'évolution du nombre d'habitants est connue à travers les recensements de la population effectués dans la commune depuis 1793. Pour les communes de moins de 10 000 habitants, une enquête de recensement portant sur toute la population est réalisée tous les cinq ans, les populations de référence des années intermédiaires étant quant à elles estimées par interpolation ou extrapolation. Pour la commune, le premier recensement exhaustif entrant dans le cadre du nouveau dispositif a été réalisé en 2006.

En 2022, la commune comptait 1 306 habitants, en évolution de −3,62 % par rapport à 2016 (Loir-et-Cher : −1,15 %, France hors Mayotte : +2,11 %).
| 1793  | 1800  | 1806  | 1821  | 1831  | 1836  | 1841  | 1846  | 1851  |
| ----- | ----- | ----- | ----- | ----- | ----- | ----- | ----- | ----- |
| 1 648 | 1 907 | 1 783 | 1 900 | 1 917 | 1 853 | 1 671 | 1 675 | 1 658 |

| 1856  | 1861  | 1866  | 1872  | 1876  | 1881  | 1886  | 1891  | 1896  |
| ----- | ----- | ----- | ----- | ----- | ----- | ----- | ----- | ----- |
| 1 726 | 1 621 | 1 585 | 1 455 | 1 560 | 1 886 | 1 682 | 1 714 | 1 806 |

| 1901  | 1906  | 1911  | 1921  | 1926  | 1931  | 1936  | 1946  | 1954  |
| ----- | ----- | ----- | ----- | ----- | ----- | ----- | ----- | ----- |
| 1 813 | 1 748 | 1 725 | 1 546 | 1 486 | 1 408 | 1 377 | 1 385 | 1 349 |

| 1962  | 1968  | 1975  | 1982  | 1990  | 1999  | 2006  | 2011  | 2016  |
| ----- | ----- | ----- | ----- | ----- | ----- | ----- | ----- | ----- |
| 1 451 | 1 438 | 1 725 | 1 640 | 1 557 | 1 608 | 1 509 | 1 497 | 1 355 |

| 2021  | 2022  | - | - | - | - | - | - | - |
| ----- | ----- | - | - | - | - | - | - | - |
| 1 308 | 1 306 | - | - | - | - | - | - | - |

#### Pyramide des âges
La population de la commune est relativement âgée.
En 2018, le taux de personnes d'un âge inférieur à 30 ans s'élève à 21,3 %, soit en dessous de la moyenne départementale (31,3 %). À l'inverse, le taux de personnes d'âge supérieur à 60 ans est de 49,9 % la même année, alors qu'il est de 31,6 % au niveau départemental.
En 2018, la commune comptait 602 hommes pour 716 femmes, soit un taux de 54,32 % de femmes, largement supérieur au taux départemental (51,45 %).
Les pyramides des âges de la commune et du département s'établissent comme suit.
| Hommes | Classe d’âge | Femmes |
| ------ | ------------ | ------ |
| 2,8    | 90 ou +      | 6,3    |
| 19,1   | 75-89 ans    | 26,1   |
| 22,0   | 60-74 ans    | 22,4   |
| 19,7   | 45-59 ans    | 16,0   |
| 11,3   | 30-44 ans    | 11,2   |
| 12,3   | 15-29 ans    | 9,1    |
| 12,8   | 0-14 ans     | 8,9    |

| Hommes | Classe d’âge | Femmes |
| ------ | ------------ | ------ |
| 1,1    | 90 ou +      | 2,6    |
| 9,2    | 75-89 ans    | 11,9   |
| 19,7   | 60-74 ans    | 20,4   |
| 20,7   | 45-59 ans    | 20     |
| 16,5   | 30-44 ans    | 16,2   |
| 15,2   | 15-29 ans    | 13,2   |
| 17,6   | 0-14 ans     | 15,7   |

## Économie

### Secteurs d'activité
Le tableau ci-dessous détaille le nombre d'entreprises implantées à Mondoubleau selon leur secteur d'activité et le nombre de leurs salariés :
|                                                              | total | % com (% dep) | 0 salarié | 1 à 9 salarié(s) | 10 à 19 salariés | 20 à 49 salariés | 50 salariés ou plus |
| ------------------------------------------------------------ | ----- | ------------- | --------- | ---------------- | ---------------- | ---------------- | ------------------- |
| Ensemble                                                     | 143   | 100,0 (100)   | 75        | 55               | 6                | 4                | 3                   |
| Agriculture, sylviculture et pêche                           | 6     | 4,2 (11,8)    | 5         | 0                | 1                | 0                | 0                   |
| Industrie                                                    | 9     | 6,3 (6,5)     | 4         | 4                | 1                | 0                | 0                   |
| Construction                                                 | 16    | 11,2 (10,3)   | 6         | 10               | 0                | 0                | 0                   |
| Commerce, transports, services divers                        | 81    | 56,6 (57,9)   | 46        | 32               | 1                | 1                | 1                   |
| dont commerce et réparation automobile                       | 30    | 21,0 (17,5)   | 12        | 16               | 1                | 0                | 1                   |
| Administration publique, enseignement, santé, action sociale | 31    | 21,7 (13,5)   | 14        | 9                | 3                | 3                | 2                   |
| Champ : ensemble des activités.                              |       |               |           |                  |                  |                  |                     |

Le secteur du commerce, transports et services divers est prépondérant sur la commune (81 entreprises sur 143). 
Sur les 143 entreprises implantées à Mondoubleau en 2016, 75 ne font appel à aucun salarié, 55 comptent 1 à 9 salariés, 6 emploient entre 10 et 19 personnes.4 emploient entre 20 et 49 personnes.
Au 1er juillet 2017, la commune est classée en zone de revitalisation rurale (ZRR), un dispositif visant à aider le développement des territoires ruraux principalement à travers des mesures fiscales et sociales. Des mesures spécifiques en faveur du développement économique s'y appliquent également.

### Agriculture
En 2010, l'orientation technico-économique de l'agriculture sur la commune est la polyculture et le polyélevage. Le département a perdu près d'un quart de ses exploitations en 10 ans, entre 2000 et 2010 (c'est le département de la région Centre-Val de Loire qui en compte le moins). Cette tendance se retrouve également au niveau de la commune où le nombre d'exploitations est passé de 12 en 1988 à 5 en 2000 puis à 6 en 2010. Parallèlement, la taille de ces exploitations augmente, passant de 41 ha en 1988 à 72 ha en 2010. 
Le tableau ci-dessous présente les principales caractéristiques des exploitations agricoles de Mondoubleau, observées sur une période de 22 ans : 
|                                      | 1988                 | 2000                 | 2010                 |
| Dimension économique                 | Dimension économique | Dimension économique | Dimension économique |
| ------------------------------------ | -------------------- | -------------------- | -------------------- |
| Nombre d'exploitations (u)           | 12                   | 5                    | 6                    |
| Travail (UTA)                        | 17                   | 7                    | 7                    |
| Surface agricole utilisée (ha)       | 493                  | 355                  | 432                  |
| Cultures                             |                      |                      |                      |
| Terres labourables (ha)              | 374                  | 313                  | 397                  |
| Céréales (ha)                        | 264                  | 185                  | s                    |
| dont blé tendre (ha)                 | 189                  | 122                  | s                    |
| dont maïs-grain et maïs-semence (ha) | 40                   | 16                   | s                    |
| Tournesol (ha)                       | 18                   | s                    |                      |
| Colza et navette (ha)                | 43                   | s                    | s                    |
| Élevage                              |                      |                      |                      |
| Cheptel (UGBTA)                      | 295                  | 249                  | 201                  |

#### Produits labellisés

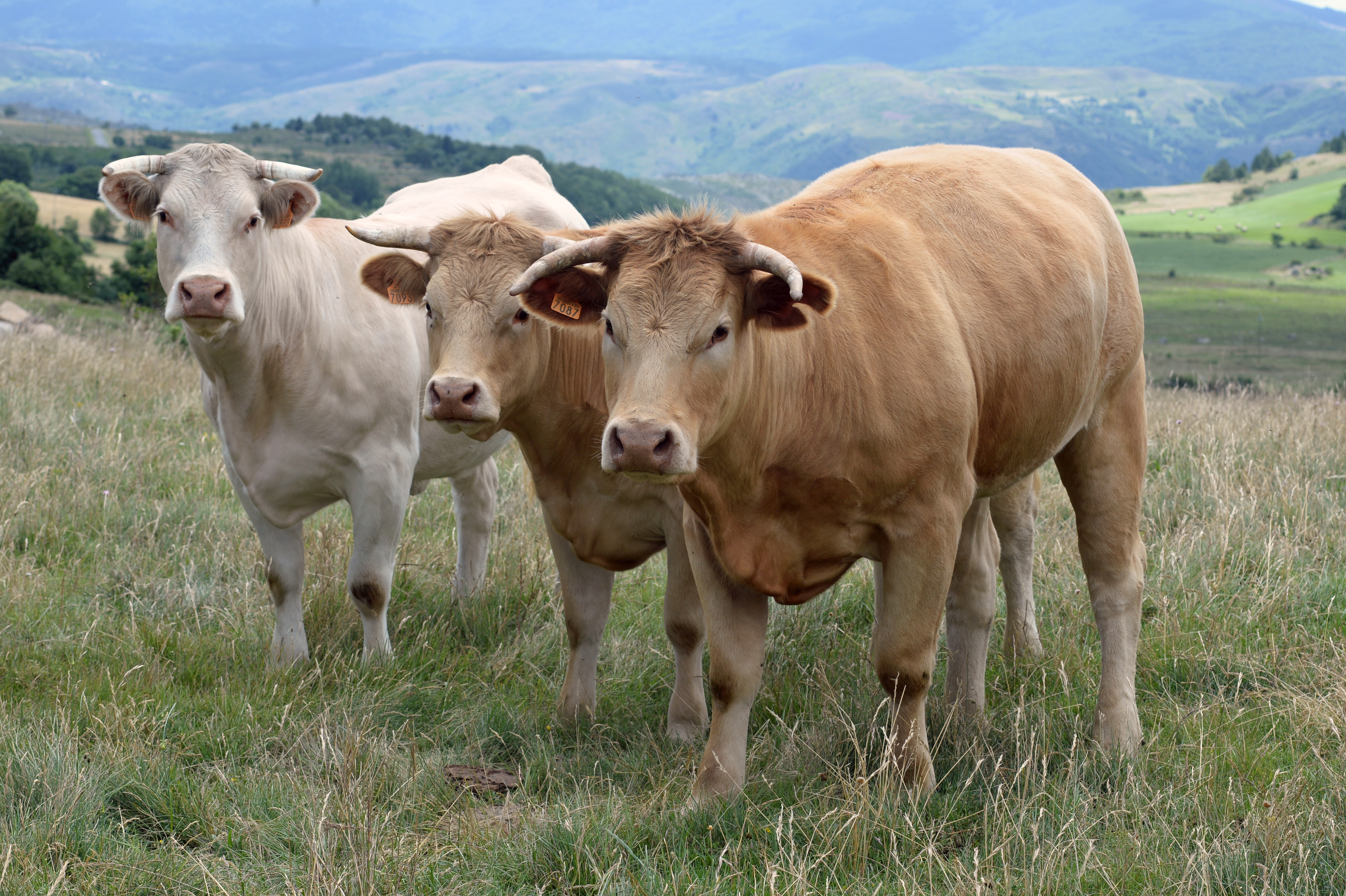
Bœuf du Maine.

Le territoire de la commune est intégré aux aires de productions de divers produits bénéficiant d'une indication géographique protégée (IGP) : le bœuf du Maine, les porcs de la Sarthe, le vin Val-de-loire, les volailles de Loué, les volailles de l’Orléanais, les volailles du Maine et les œufs de Loué,.

## Culture locale et patrimoine

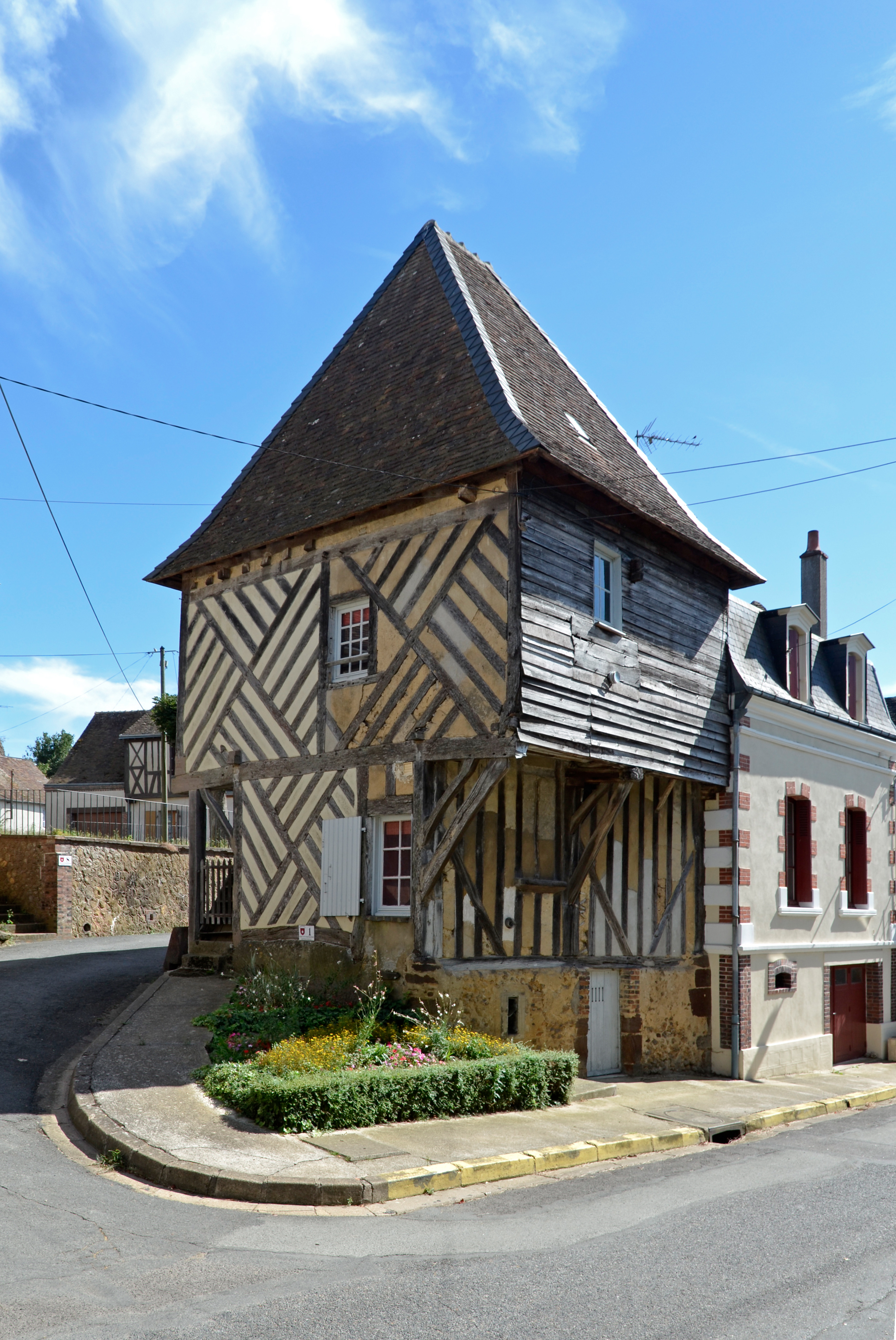
Maison à pans de bois, place du Patis.

### Lieux et monuments
- Chapelle de Guériteau : au nord de Mondoubleau, sur la route qui va à Saint-Agil, il existe en contrebas de la route près de la voie de chemin de fer, la petite chapelle en ruines de Guériteau. Selon Beauvais de Saint-Paul, historien de Mondoubleau, elle aurait été construite par un seigneur qui avait malmené un ecclésiastique qu'il avait trouvé avec sa femme alors qu'il revenait des croisades. Pour se faire pardonner, il avait construit cette chapelle qui guérit tout, d'où le nom de Guériteau. De l'autre côté de la route existe une petite source d'eau potable aux vertus bienfaisantes, d'où peut être aussi le nom de Guériteau, guérit par l'eau.

Il existe d'autres monuments, inscrits ou classés au titre des monuments historiques :
- château de Mondoubleau : il présente un donjon témoin de la première génération des donjons à la fois circulaires et en pierre ; bâti dès 1040-1050, qui en fait l'un des plus anciens donjons circulaires de France[72] ;
- fortifications de Mondoubleau ;
- maison du XVIIe siècle ;
- maison en pans de bois ;
- manoir de Rocheux.

### Personnalités liées à la commune
- Louis Laneau (1637-1696), missionnaire des Missions étrangères de Paris (MEP), évêque de Métellopolis (Siam et pays voisins), y est né.
- Alphonse Karr a travaillé comme clerc chez le notaire de Mondoubleau qui était place Saint-Denis. Il épousa la fille du notaire en 1834.

### Voies
| 122 odonymes recensés à Mondoubleau au 2 mars 2014          | 122 odonymes recensés à Mondoubleau au 2 mars 2014 | 122 odonymes recensés à Mondoubleau au 2 mars 2014 | 122 odonymes recensés à Mondoubleau au 2 mars 2014 | 122 odonymes recensés à Mondoubleau au 2 mars 2014 | 122 odonymes recensés à Mondoubleau au 2 mars 2014 | 122 odonymes recensés à Mondoubleau au 2 mars 2014 | 122 odonymes recensés à Mondoubleau au 2 mars 2014 | 122 odonymes recensés à Mondoubleau au 2 mars 2014 | 122 odonymes recensés à Mondoubleau au 2 mars 2014 | 122 odonymes recensés à Mondoubleau au 2 mars 2014 | 122 odonymes recensés à Mondoubleau au 2 mars 2014 | 122 odonymes recensés à Mondoubleau au 2 mars 2014 | 122 odonymes recensés à Mondoubleau au 2 mars 2014 | 122 odonymes recensés à Mondoubleau au 2 mars 2014 | 122 odonymes recensés à Mondoubleau au 2 mars 2014 |
| Allée                                                       | Avenue                                             | Bld                                                | Carrefour                                          | Chemin                                             | Clos                                               | Impasse                                            | Montée                                             | Passage                                            | Place                                              | Pont                                               | Promenade                                          | Route                                              | Rue                                                | Autres                                             | Total                                              |
| ----------------------------------------------------------- | -------------------------------------------------- | -------------------------------------------------- | -------------------------------------------------- | -------------------------------------------------- | -------------------------------------------------- | -------------------------------------------------- | -------------------------------------------------- | -------------------------------------------------- | -------------------------------------------------- | -------------------------------------------------- | -------------------------------------------------- | -------------------------------------------------- | -------------------------------------------------- | -------------------------------------------------- | -------------------------------------------------- |
| 11                                                          | 3                                                  | 1                                                  | 1                                                  | 6                                                  | 3                                                  | 7                                                  | 0                                                  | 0                                                  | 5                                                  | 1                                                  | 1                                                  | 6                                                  | 55                                                 | 22                                                 | 122                                                |
| Notes « N »                                                 | Notes « N »                                        | 1. 2. 3. 4. 5. 6. 7. 8. 9. 10. 11.                 | 1. 2. 3. 4. 5. 6. 7. 8. 9. 10. 11.                 | 1. 2. 3. 4. 5. 6. 7. 8. 9. 10. 11.                 | 1. 2. 3. 4. 5. 6. 7. 8. 9. 10. 11.                 | 1. 2. 3. 4. 5. 6. 7. 8. 9. 10. 11.                 | 1. 2. 3. 4. 5. 6. 7. 8. 9. 10. 11.                 | 1. 2. 3. 4. 5. 6. 7. 8. 9. 10. 11.                 | 1. 2. 3. 4. 5. 6. 7. 8. 9. 10. 11.                 | 1. 2. 3. 4. 5. 6. 7. 8. 9. 10. 11.                 | 1. 2. 3. 4. 5. 6. 7. 8. 9. 10. 11.                 | 1. 2. 3. 4. 5. 6. 7. 8. 9. 10. 11.                 | 1. 2. 3. 4. 5. 6. 7. 8. 9. 10. 11.                 | 1. 2. 3. 4. 5. 6. 7. 8. 9. 10. 11.                 | 1. 2. 3. 4. 5. 6. 7. 8. 9. 10. 11.                 |
| Sources : rue-ville.info & perche-gouet.net & OpenStreetMap |                                                    |                                                    |                                                    |                                                    |                                                    |                                                    |                                                    |                                                    |                                                    |                                                    |                                                    |                                                    |                                                    |                                                    |                                                    |

### Héraldique
|  | Les armoiries de Mondoubleau se blasonnent ainsi : De gueules au monde cintré et croisé d'argent. À l'origine, les armes de la ville étaient une tour sommée d'un dôme lui-même sommé d'une croix. Il est à noter qu'en 1876, la municipalité avait cru devoir supprimer la croix qui sommait le globe. Depuis, celle-ci a été rétablie. |